# Hollenthon
Hollenthon osztrák község Alsó-Ausztria Bécsújhelyvidéki járásában. 2020 januárjában 1009 lakosa volt. 

## Elhelyezkedése

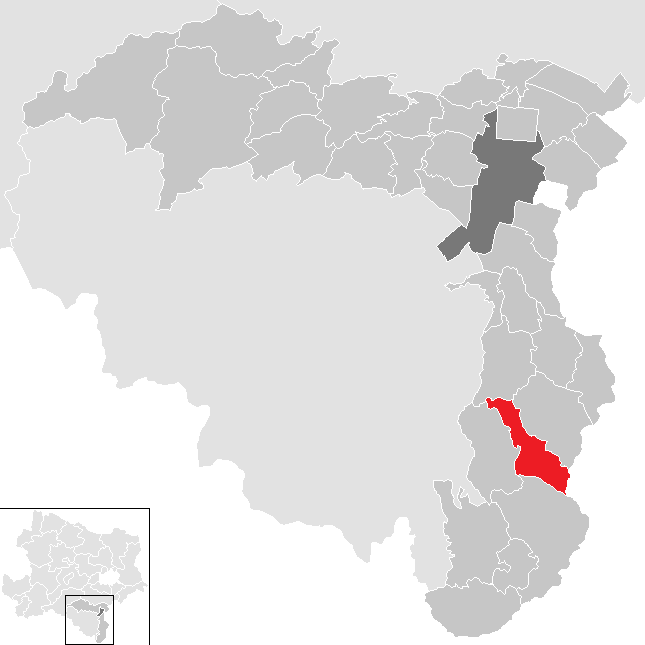
Hollenthon a Bécsújhelyvidéki járásban

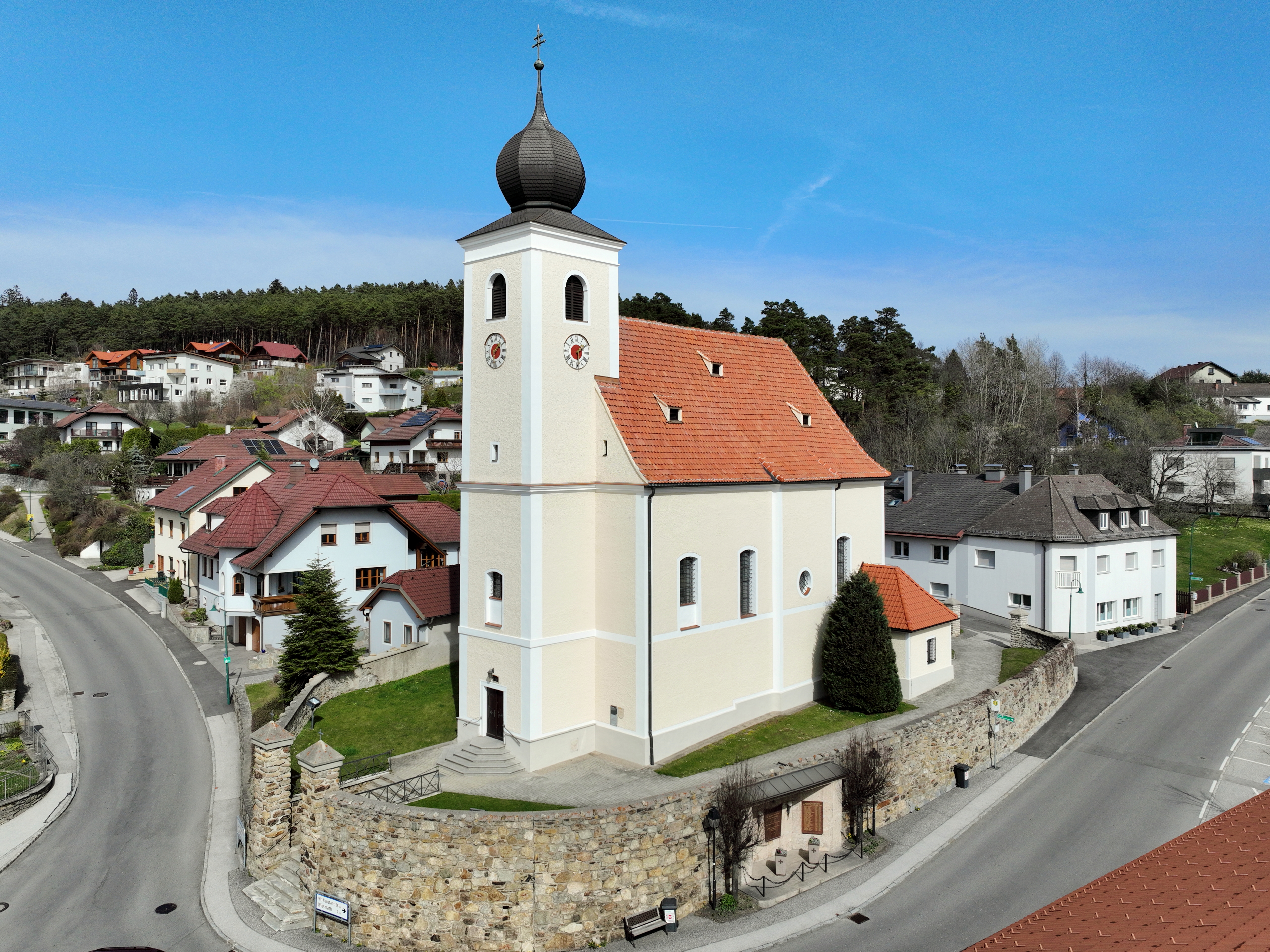
A Mária mennybevétele-plébániatemplom

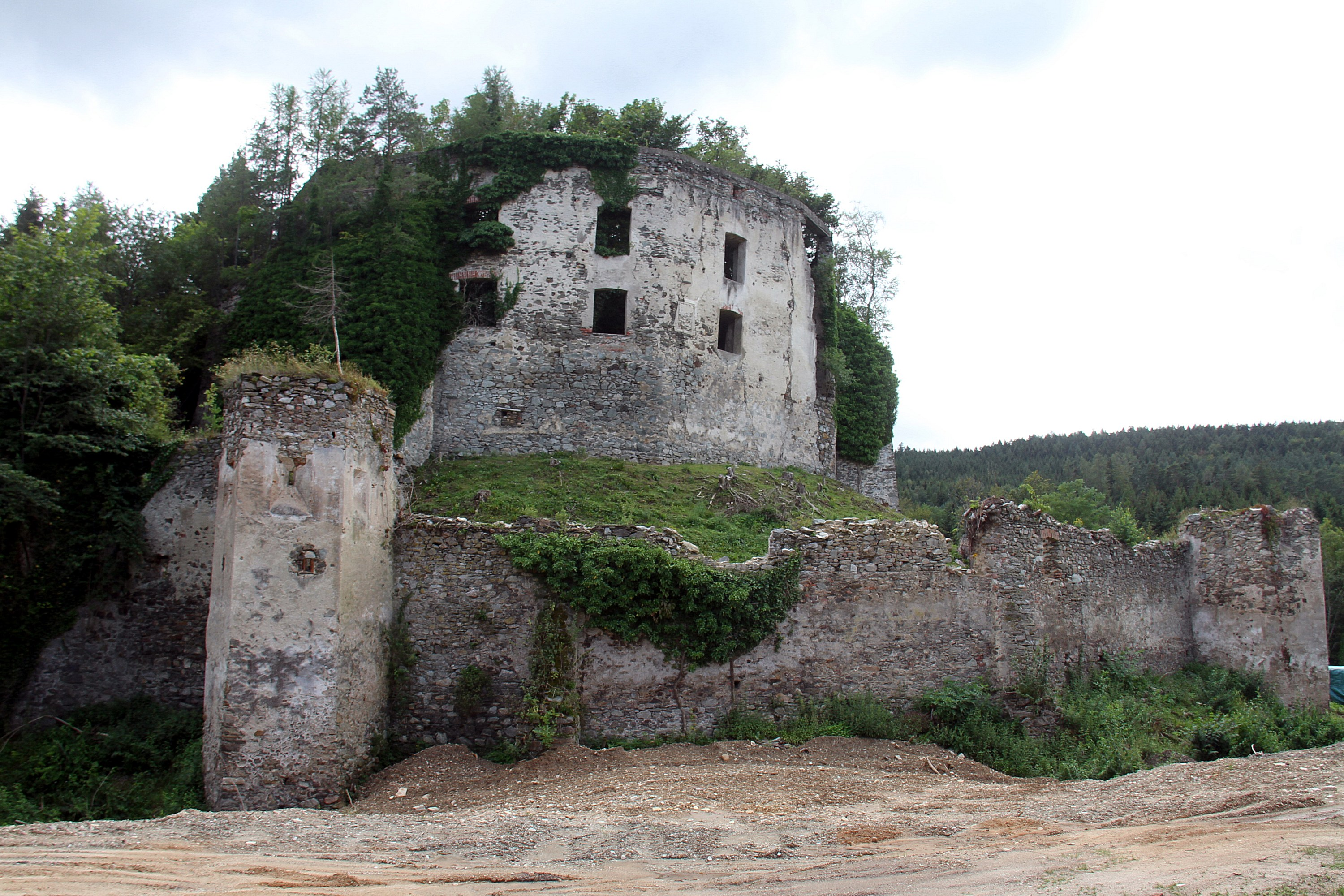
A stickelbergi vár romjai

Hollenthon a tartomány Industrieviertel régiójában fekszik a Bucklige Welt dombságon. Területének 47,9%-a erdő. Legmagasabb pontja a 881 méteres Stickelberg. Az önkormányzat 14 településrészt és falut egyesít: Blumau (35 lakos 2020-ban), Gleichenbach (112), Grohdorf (25), Hollenthon (424), Horndorf (27), Lehen (17), Michelbach (15), Mittereck (9), Obereck (50), Pürahöfen (8), Spratzau (44), Spratzeck (56), Stickelberg (176) és Untereck (11).  
A környező önkormányzatok: délre Kirchschlag in der Buckligen Welt, nyugatra Lichtenegg, északra Bromberg, északkeletre Wiesmath, keletre Sopronszentmárton (Burgenland).

## Története
1144-ben Konrád salzburgi érsek a reichersbergi apátságnak adományozta a magyar határnál fekvő erdőséget. A mai községhez tartozó falvak közül a legrégebbi biztos említése Stickelbergnek van, a hely I. Albert herceg egyik 1295-ös, vitatott határról való döntésében szerepel. 
Bécs 1683-as ostromakor a törökök teljesen elpusztították Hollenthont, a lakosok közül csak azok menekültek meg, akik az ún, Török-barlangban bújtak el. 1641-tól Hollenthon a lichteneggi egyházközség filiáléja volt, csak 1784-ban vált ismét önállóvá. Az elpusztított templomot 1749-ben építették újjá. Az 1848-as forradalom utáni közigazgatási reform következtében 1854-ben megalakulhatott Stickelberg község 965 lakossal és 124 házzal. 
Az első világháború 29 áldozatot követelt a községtől. 1921-ben a nyugat-magyarországi felkelés során magyar "menekültek" jelentek meg a község határában; a csendőrség közülük 40-et őrizetbe vett. 1927-ben a községi önkormányzat a legnépesebb falu után felvette a Hollenthon nevet. 
A második világháború végén a Vörös Hadsereg 1645 március 30-án vonult be a községbe és a plébánián parancsnokságot és kórházat rendeztek be. A megszállók rendszeresen fosztogattak és néhány nőt megerőszakoltak. A világháborúban 46 hollenthoni meghalt és 15 eltűnt. 
1972 januárjában két, hatos erősségű földrengés rázta meg a községet.

## Lakosság
A hollenthoni önkormányzat területén 2020 januárjában 1009 fő élt. A lakosságszám 1969 óta 1000-1100 körül ingadozik. 2018-ban az ittlakók 97,6%-a volt osztrák állampolgár; a külföldiek közül 0,4% a régi (2004 előtti), 1,8% az új EU-tagállamokból érkezett. 2001-ben a lakosok 96,9%-a római katolikusnak, 1,7% pedig felekezeten kívülinek vallotta magát. Ugyanekkor 5 magyar élt a községben. 
A népesség változása:

| 2016 | 1 039 |
| 2018 | 1 018 |

## Látnivalók
- a Mária mennybevétele-plébániatemplom
- a Szűz Mária-kápolna
- a stickelbergi vár romjai

## Fordítás
- Ez a szócikk részben vagy egészben  a   Hollenthon című német Wikipédia-szócikk ezen változatának fordításán alapul.  Az eredeti cikk szerkesztőit annak laptörténete sorolja fel. Ez a jelzés csupán a megfogalmazás eredetét és a szerzői jogokat jelzi, nem szolgál a cikkben szereplő információk forrásmegjelöléseként.